# Liechtensteiner Cup 1946/47
Der Liechtensteiner Cup 1946/47 (offiziell: Aktiv-Cup) war die zweite Austragung des Fussballpokalwettbewerbs der Herren in Liechtenstein. Es ist nur das Ergebnis des Finales bekannt. Der FC Triesen konnte seinen im Vorjahr gewonnenen Titel erfolgreich verteidigen.

## Finale
Das Finale fand am 21. September 1947 in Vaduz statt.
| Datum      |            | Ergebnis |          |
| ---------- | ---------- | -------- | -------- |
| 21.09.1947 | FC Triesen | 2:0      | FC Vaduz |